# БТЗ-5276-01
БТЗ-5276-01 — российский высокопольный троллейбус большой вместимости, производившийся на Башкирском троллейбусном заводе с 1999 по 2003 год. За основу этой модели был взят самый массовый троллейбус  в мире ЗиУ-682Г, от которого БТЗ-5276-01 внешне отличается использованием «планетарных» дверей вместо ширмовых и электрооборудованием, вынесенным на крышу. Передняя дверь троллейбуса открывается не влево, а вправо.

## Эксплуатация
По состоянию на октябрь 2022 года БТЗ-5276-01 эксплуатируется в следующих городах:
| Регион               | Город          | Эксплуатирующая организация                    | Количество (действующих) |
| -------------------- | -------------- | ---------------------------------------------- | ------------------------ |
| Башкортостан         | Уфа            | МУЭТ                                           | 6                        |
| Башкортостан         | Стерлитамак    | МУП «Стерлитамакское троллейбусное управление» | 1                        |
| Свердловская область | Екатеринбург   | ЕМУП «ТТУ»                                     | 8                        |
| Чувашия              | Новочебоксарск | МУПТТ                                          | 1                        |
| Алтайский край       | Барнаул        | МУП «Горэлектротранс»                          | 2                        |
| Алтайский край       | Рубцовск       | МУТП                                           | 1                        |

## Галерея

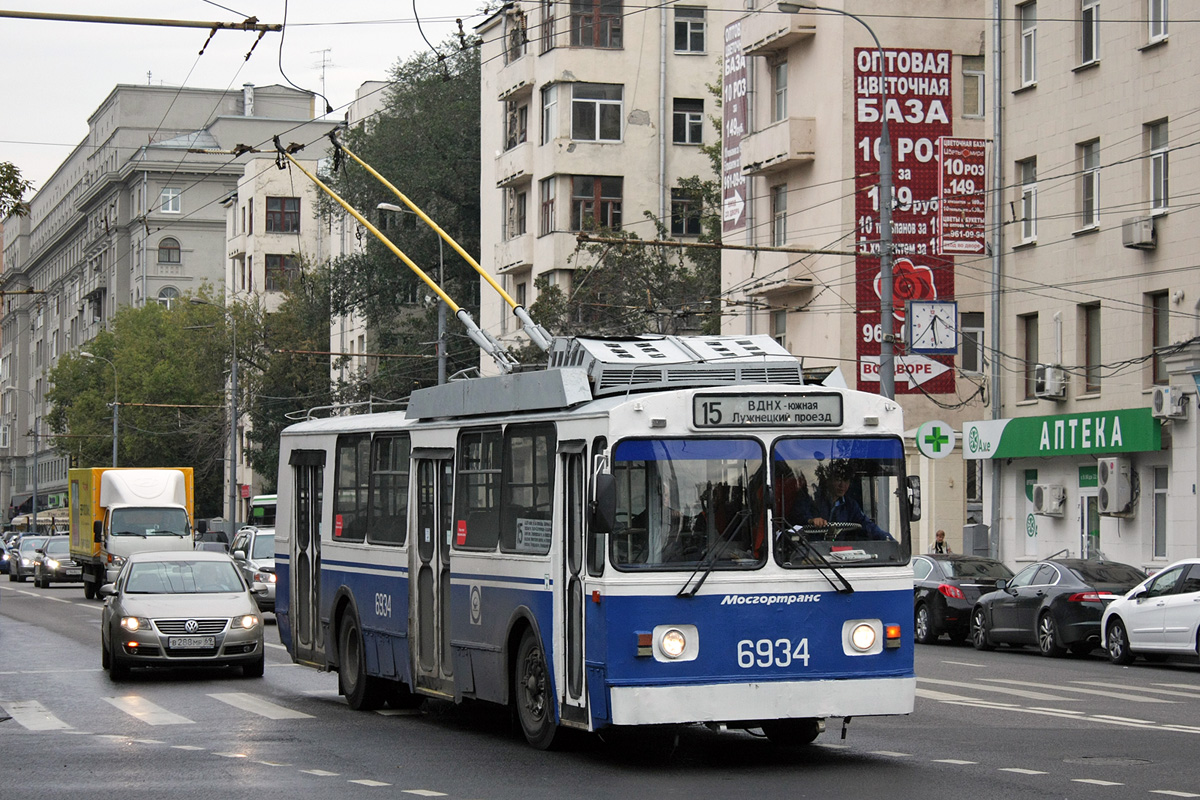
Троллейбус БТЗ-5276-01 в Москве
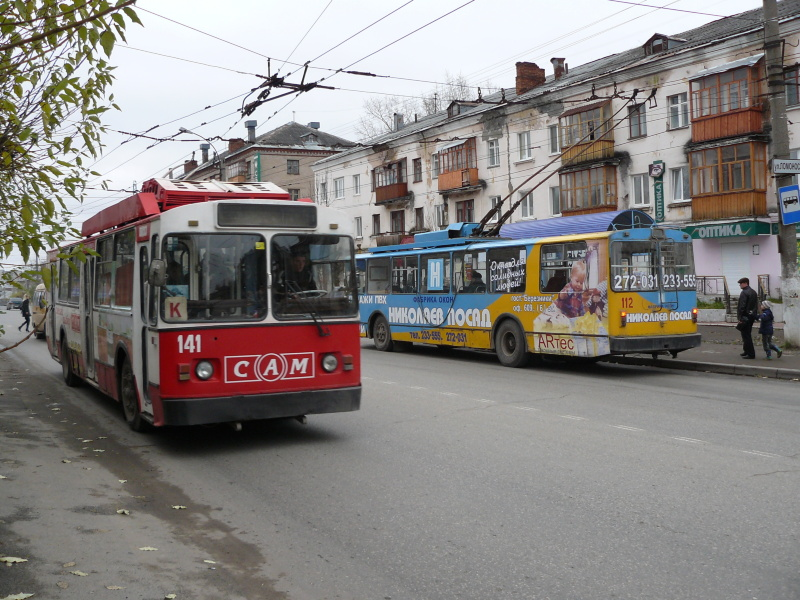
Троллейбус БТЗ-5276-01 в Березниках
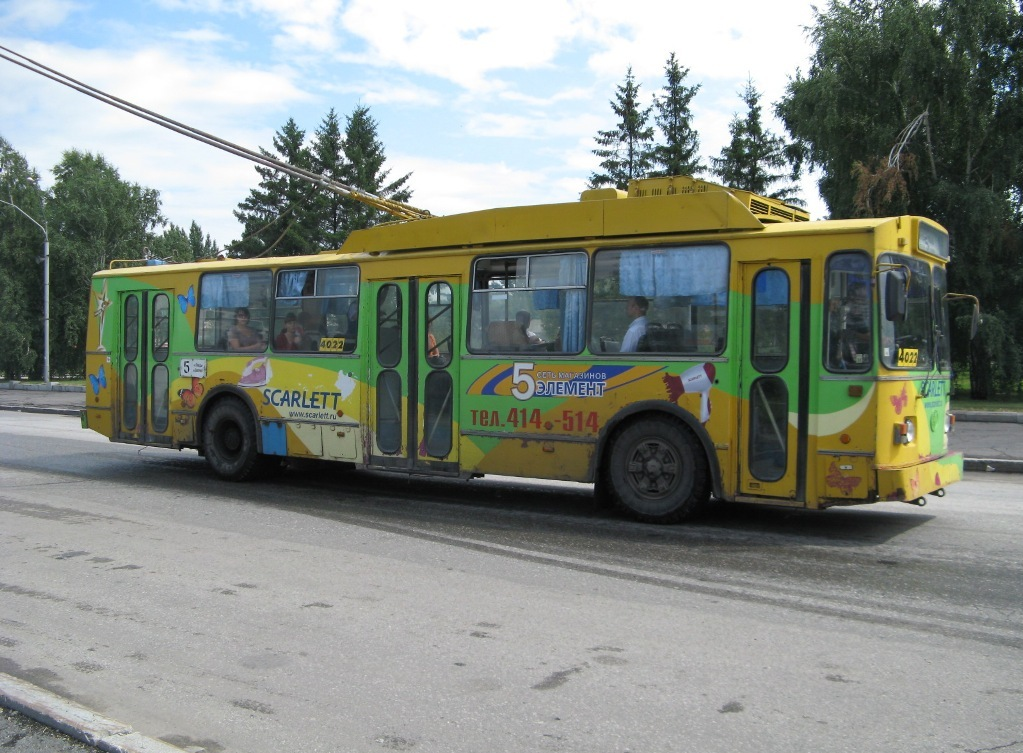
Троллейбус БТЗ-5276-01 № 4022, 5-го центрального маршрута на пл. Победы в Барнауле.
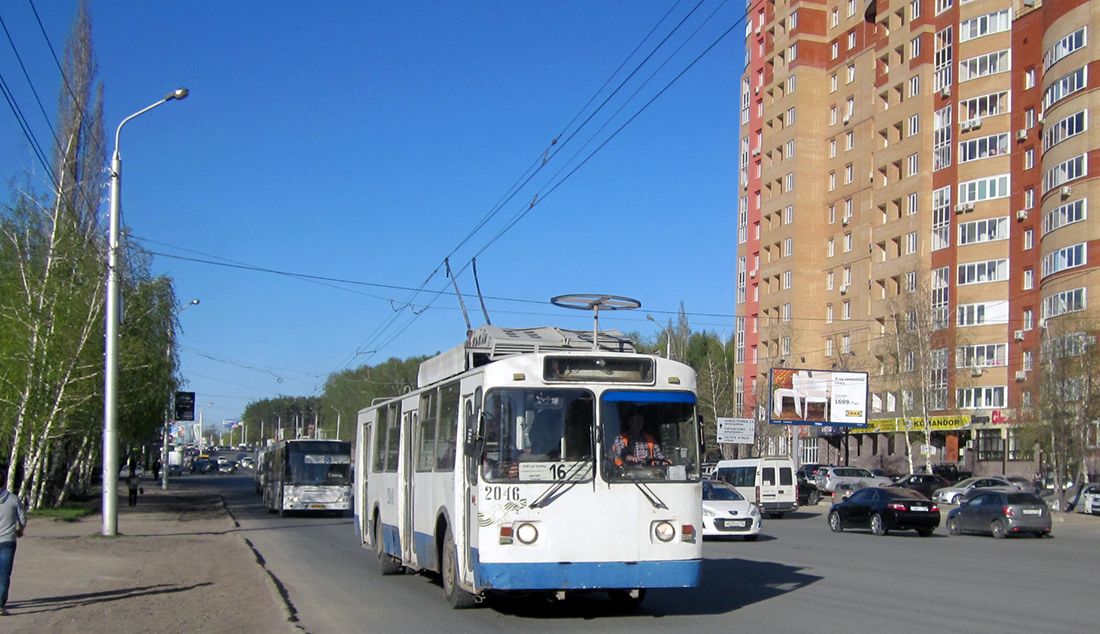
БТЗ-5276-01 2046 в Уфе на улице Менделеева